# Nineczer
Nineczer – władca starożytnego Egiptu z II dynastii
Jego stolicą było Memfis. Panował przez 43 do 47 lat. Zachowane dokumenty mówią o działalności architektonicznej faraona (rozpoczęcie budowy własnego grobowca), jego udziale w świętach religijnych (święto barki, pierwszy znany bieg Apisa), o przeprowadzanych co dwa lata spisach ludności.
Pod koniec jego panowania  prawdopodobnie pogorszyły się stosunki między Dolnym i Górnym Egiptem, przypuszczalnie na skutek nowej orientacji religijnej obranej przez Reneba (kult Re)  i kontynuowanej przez Nineczera, która nazbyt faworyzowała Północ.
Został pochowany w Sakkarze, jego zespół grobowy znaleziony został w podziemnej galerii pod rampą faraona Unisa.

## Tytulatura
Imię tronowe (lub wg niektórych opracowań nomen) władcy znane jest w trzech wariantach. Zapis na Liście Królów z Abydos odczytuje się jako Baenneczer/Banneczer:
|            |         |
| \| \| \|   |         |
|            |         |
| W10A · E11 | nTr · n |

| W10A · E11 | nTr · n |

|            |         |
| \| \| \|   |         |
|            |         |
| W10A · E11 | nTr · n |

| W10A · E11 | nTr · n |

Według zapisu Listy z Sakkary i Papirusu Turyńskiego imię brzmi Baneczeru lub Baneczer:
|                   |     |     |     |   |
| \| \| \| \| \| \| |     |     |     |   |
|                   |     |     |     |   |
| W10A              | G29 | nTr | t&r | w |

| W10A | G29 | nTr | t&r | w |

|                   |     |     |     |   |
| \| \| \| \| \| \| |     |     |     |   |
|                   |     |     |     |   |
| W10A              | G29 | nTr | t&r | w |

| W10A | G29 | nTr | t&r | w |

| HASH | HASH | nTr | r · n |

Jego imię horusowe brzmi Nineczer („Ten-który-podobny-jest-do-bogów”):
| R8 | N35 |

Takie samo brzmienie ma imię nebti władcy. Znany jest także złoty horus władcy, który odczytuje się jako Ren Nebu:
| M22 | r · n · nbw |

U historyka greckiego Manethona występuje pod imieniem Binothris.